# 80 cm järnvägskanon

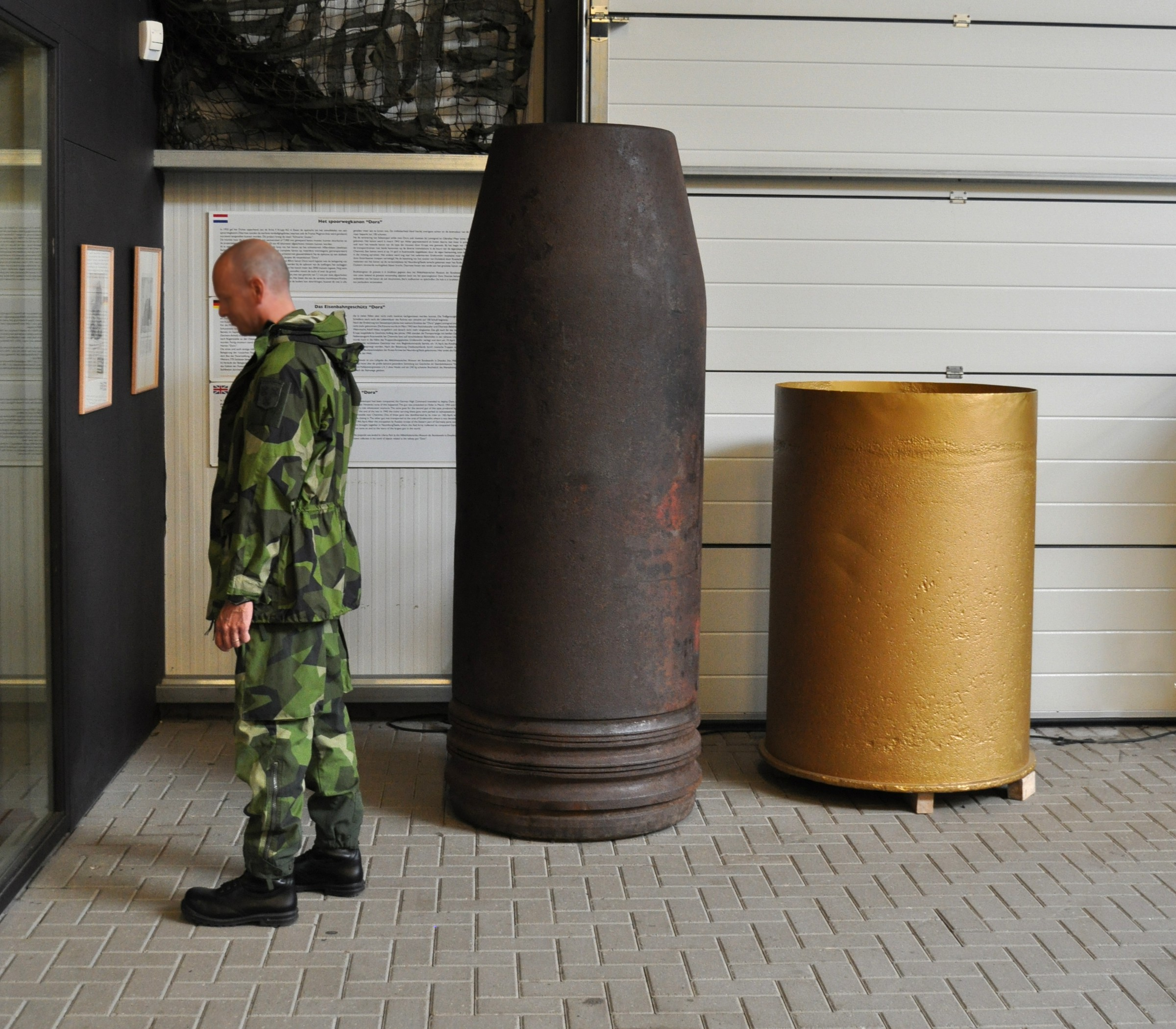
En granat och en laddningshylsa i kaliber 80 cm.

80 cm järnvägskanon (tyska: 80 cm Kanone (Eisenbahn)) var med sina 1350 ton den största kanon som någonsin byggts. Endast två kanoner, Dora och Schwerer Gustav byggdes.

## Bakgrund
1935 gav Heereswaffenamt Krupp i uppdrag att utreda vad för slags kanon som krävdes för att slå ut de största forten i Maginotlinjen. Krupp lämnade en rapport med ballistiska data för tre tänkbara pjäser med kalibrarna 70 cm, 80 cm och 100 cm. Rapporten arkiverades och lämnades utan vidare åtgärder tills Adolf Hitler under ett besök på Krupp-Werke i mars 1936 ställde samma fråga. Efter att Hitler hade fått en kopia av rapporten och gjort förfrågningar om svårigheten att tillverka en sådan artilleripjäs så valde Gustav Krupp von Bohlen und Halbach att sätta igång mer ingående förstudier på 80 cm kanonen, väl medveten om Hitlers svaghet för storslagna tekniska lösningar. 1937 kom som väntat beställningen på kanonen och konstruktionsarbetet inleddes under ledning av Doktor Erich Müller. Kravet på pjäsen var att dess pansargranat skulle kunna slå igenom 7 meter armerad betong och en meter stålpansar under 30 meter jordtäckning. Pjäsens massiva dimensioner gjorde att konstruktionsarbetet gick långsamt, först i början av 1941 var eldröret färdigt för provskjutning i en provisorisk lavett. Därefter började arbetet med den riktiga lavetten och det färdiga vapnet förflyttades till skjutfältet Rügenwalde där det demonstrerades för Hitler i början av 1942. Detta var närmare två år senare än vad som ursprungligen var planerat. Efter provskjutningen överlämnade Gustav Krupp von Bohlen und Halbach pjäsen till Hitler som företagets gåva till rikets krigsinsats.

## Design
För att bära upp denna väldiga pjäs krävdes en lavett som var betydligt bredare än vad som kunde transporteras på en normalspårig järnväg. Lösningen blev en lavett som gick på dubbelspår och som hade inte mindre än 40 axlar för att fördela den enorma tyngden. Hela pjäsen kunde demonteras för att fraktas i delar på enkelspår. Eldröret och bakstycket behövde delas i fyra delar för att kunna transporteras, samtidigt som delarna skulle stå emot trycket från avfyrningen. Att montera pjäsen tog 54 timmar och krävde tre parallella spår. Tiden inkluderar inte de tre till sex veckor det tog att bygga spåren och den kran på 110 ton över spåren som behövdes för monteringen. Spränggranaten vägde 4 800 kg och innehöll 400 kg sprängämne, den avfyrades med en drivladdning på 2 240 kg krut till en maximal skottvidd på 48 km. Pansargranaten vägde 7 100 kg och innehöll 200 kg sprängämne, den avfyrades med en drivladdning på 2 100 kg krut till en maximal skottvidd på 37 km.
När pjäsen väl var färdigbyggd rullades den in på den kilometerlånga, krökta bana som skulle användas för avfyring. Pjäsen drogs av två synkroniserade D 311 diesellok på 690 kW vardera. Ammunition rullades fram på järnvägsvagnar och kunde lyftas upp på laddbordet av de kranar som fanns baktill på lavetten.

## Användning
Pjäserna blev klara för sent för att användas mot Maginotlinjen, men ”Dora” kom till användning under belägringen av Sevastopol i juni 1942 där den sattes in mot sovjetiska kustbefästningar. Sin mest spektakulära insats gjorde hon mot ammunitionsupplaget ”Vita Klippan”. Ammunitionen lagrades i ett bergrum 30 meter under havsbotten och skyddades av ett tak av 10 meter tjock betong. Efter nio träffar var lagret utslaget.
Efter belägringen av Sevastopol transporterades kanonen till testskjutfältet i Rügenwalde där den andra pjäsen ”Schwerer Gustav” var under utprovning. De två kanonerna kom aldrig mer till användning och de sprängdes 14 april 1945 cirka 50 kilometer sydöst om Chemnitz.